# خليل كندي (نمين)
خليل كندي هي قرية في مقاطعة نمين، إيران. في تعداد عام 2006، لوحظ وجودها، ولكن لم يتم الإبلاغ عن سكانها.